# Hirayama Tomoya
Tomoya Hirayama (sinh ngày 14 tháng 9 năm 1985) là một cầu thủ bóng đá người Nhật Bản.

## Sự nghiệp câu lạc bộ
Tomoya Hirayama đã từng chơi cho Nagoya Grampus Eight.